# Parafia Świętego Krzyża w Bludenz
Parafia Świętego Krzyża w Bludenz – parafia rzymskokatolicka, administracyjnie należąca do austriackiej diecezji Feldkirch. 